# Пјетракола (Вибо Валенција)
Пјетракола је насеље у Италији у округу Вибо Валенција, региону Калабрија.
Према процени из 2011. у насељу је живело 41 становника. Насеље се налази на надморској висини од 589 м.